# Scioperi nell'Italia repubblicana
Questa pagina elenca i maggiori e più significativi scioperi sindacali del secondo dopoguerra in Italia.

## Anni 1950
- 9 gennaio 1950: sciopero provinciale indetto dalla CGIL a Modena per sostenere la vertenza delle Fonderie Riunite. La polizia spara e uccide 6 manifestanti. Il giorno dopo la CGIL promuove scioperi in tutta Italia[1]
- 17 gennaio 1951: visita di Eisenhower in Italia. La CGIL indice sciopero generale. Scontri in piazza: muoiono 4 manifestanti[2]
- 9 maggio 1951: primo sciopero generale unitario dei dipendenti pubblici[3]
- 13 gennaio 1953: sciopero generale di tutte le categorie indetto da CGIL e UIL in sostegno della vertenza dei ferrovieri[4]
- 20 gennaio 1953: sciopero generale indetto dalla CGIL contro la "legge truffa". Durante le manifestazioni ci sono scontri con la polizia. Rimane ferito tra gli altri il dirigente del PCI Pietro Ingrao[5]. La legge viene approvata dalla Camera il 21 gennaio
- 28 gennaio 1953: nuovo sciopero generale indetto dalla CGIL contro la "legge truffa"[4]
- 1º febbraio 1953: sciopero degli autoferrotranvieri di 12 ore proclamato da CGIL, CISL e UIL[4]
- 12-13 marzo 1953: sciopero dei ferrovieri promosso dalla CGIL. Si arriverà a un accordo il 17 marzo[4]
- 30 marzo 1953: ancora uno sciopero generale indetto dalla CGIL contro la "legge truffa"[4]
- 22 luglio 1953: sciopero unitario dei tessili di 4 ore[4]
- 30 luglio 1953: sciopero unitario dei chimici di 4 ore[4]
- 24 settembre 1953: sciopero unitario dei lavoratori dell'industria[4]
- 11 dicembre 1953: sciopero degli statali indetto da CGIL e CISL[4]
- 15 dicembre 1953: sciopero dei lavoratori dell'industria proclamato da CGIL e CISL[4]
- 18 febbraio 1954: sciopero generale di 2 ore indetto da CGIL e UIL per la vertenza sul "conglobamento"[6]
- 12 giugno 1954: il governo firma un accordo sul conglobamento con CISL e UIL. La CGIL proclama uno sciopero generale[6]
- 22 giugno 1954: sciopero di 24 ore dei metalmeccanici proclamato dalla FIOM CGIL contro l'accordo sul conglobamento[6]

## Anni 1960
- 30 giugno 1960: vedi Fatti di Genova del 30 giugno 1960
- 7 luglio 1960: vedi Strage di Reggio Emilia
- 8 luglio 1960: sciopero generale della CGIL contro il governo Tambroni. A Palermo restano uccisi Francesco Vella, Giuseppe Malleo, Rosa La Barbera e Andrea Cangitano. Gli scontri continueranno tutta la notte. A Catania le forze di polizia caricano i manifestanti con lancio di candelotti lacrimogeni. Un edile disoccupato, Salvatore Novembre, rimasto isolato viene massacrato a manganellate e finito a colpi di pistola. Altri 7 manifestanti rimangono feriti[7]
- 14 luglio 1961: sciopero nazionale dei ferrovieri[8]
- 20-21 gennaio 1962: sciopero unitario dei chimici[9]
- 25 gennaio 1962: sciopero degli insegnanti di scuola[9]
- 13 giugno 1962: sciopero generale dei metalmeccanici per il rinnovo del contratto[9]
- 8 febbraio 1963: sciopero generale per il rinnovo del contratto dei metalmeccanici. La polizia carica i lavoratori a Brescia e a Siracusa[10]
- 9 gennaio 1964: sciopero nazionale dei tessili per il rinnovo del contratto[11]
- 12 novembre 1965: sciopero nazionale unitario degli edili per il rinnovo del contratto[12]
- 1º febbraio 1966: sciopero generale dei metalmeccanici per il contratto[13]
- 16 febbraio 1966: nuovo sciopero dei metalmeccanici[13]
- 8 marzo 1966: sciopero nazionale unitario degli edili[13]
- 16 marzo 1966: sciopero dei metalmeccanici. La FIAT licenzia per rappresaglia[13]
- 8 agosto 1966: sciopero nazionale unitario degli autoferrotranvieri per il rinnovo del contratto[13]
- 4-5 ottobre 1966: sciopero nazionale di chimici, alimentaristi e autoferrotranvieri[13]
- 6 ottobre 1966: sciopero nazionale unitario dei metalmeccanici dopo la rottura delle trattative[13]. A dicembre sarà firmato l'accordo
- 11-12 marzo 1967: sciopero dei lavoratori del gas[14]
- 15 marzo 1967: sciopero nazionale dei tessili[14]
- 7 marzo 1968: sciopero generale della CGIL contro la riforma delle pensioni. Alle manifestazioni partecipano in molti casi gli studenti. A Torino ci sono scontri nei pressi della sede della Stampa[15]
- 6 aprile 1968: sciopero alla FIAT. La polizia carica il picchetto operaio davanti all'ingresso degli impiegati. Scontri nel pomeriggio intorno a Mirafiori[16]
- 11 aprile 1968: ancora sciopero alla FIAT, scontri a viale Traiano. Arrestato lo studente Guido Viale[17]
- 7 giugno 1968: sciopero generale a Pisa contro i licenziamenti alla Marzotto. Ci sono scontri a via Solferino a Milano: 12 feriti, 250 fermati, 87 denunce[17]
- 5 luglio 1968: sciopero generale di 2 ore dei metalmeccanici[18]
- 11 luglio 1968: sciopero unitario a Roma contro la disoccupazione[18]
- 30 agosto 1968: sciopero simbolico di 5 minuti indetto da CISL e UIL contro l'invasione sovietica della Cecoslovacchia. La CGIL, pur esprimendo dissenso per l'intervento russo, non aderisce allo sciopero[18]
- 14 novembre 1968: sciopero generale indetto da CGIL, CISL e UIL per la riforma pensionistica[18]. È il primo sciopero generale unitario dopo le scissioni che avevano portato alla formazione di CISL e UIL
- 19 novembre 1968: sciopero generale del Pubblico Impiego[18]
- 2 dicembre 1968: Eccidio di Avola. Ad Avola (provincia di Siracusa), sciopero dei braccianti, la polizia spara e uccide due persone iscritte alla CISL, ne ferisce altri 4 e una bambina
- 3 dicembre 1968: sciopero generale unitario in Sicilia indetto da CGIL, CISL e UIL[18]
- 12 febbraio 1969: sciopero generale dell'industria privata contro le gabbie salariali[19]
- 9 aprile 1969: nel corso di una manifestazione a Battipaglia la polizia spara e uccide due persone. Era una giornata di sciopero contro la chiusura del tabacchificio[20]
- 11 aprile 1969: sciopero generale indetto per 3 ore da CGIL, CISL e UIL[21], dalle 14 alle 17, per i fatti di Battipaglia
- 5 luglio 1969: sciopero generale in Sicilia[22]
- 1º ottobre 1969: sciopero generale degli edili[22]
- 29 ottobre 1969: sciopero dei metalmeccanici[22]
- 19 novembre 1969: sciopero generale CGIL, CISL e UIL[23] contro il "caro affitti" e per la casa, grande manifestazione e scontri con feriti a Roma. A Milano durante il corteo indetto dall'UCI-ML viene ucciso il poliziotto Antonio Annarumma. Il giorno dopo viene approvato lo Statuto dei lavoratori[24]
- 28 novembre 1969: sciopero generale dei metalmeccanici[25]. A dicembre si chiude il contratto

## Anni 1970
- 7 gennaio 1970: sciopero generale degli autoferrotranvieri[26]
- 6 febbraio 1970: sciopero di 2 ore contro la repressione[26]
- 29-30 aprile 1970: sciopero delle scuole secondarie indetto da CGIL, CISL e SNAFRI[26]
- 2 ottobre 1970: sciopero generale per le riforme e contro il "decretone" economico del governo Colombo. A luglio la minaccia di sciopero generale aveva portato alle dimissioni di Rumor[27]. Lo sciopero è indetto dalla sola CGIL, mentre CISL e UIL hanno sospeso lo sciopero nelle ultime ore[28]
- 6 ottobre 1970: sciopero di 4 ore dei metalmeccanici[27]
- 10-16 dicembre 1970: scioperi generali interregionali per le riforme[27]
- 15 gennaio 1971: sciopero generale dei portuali con manifestazioni a Genova e Napoli[29]
- 7 aprile 1971: sciopero generale proclamato da CGIL, CISL e UIL per la casa e le riforme[29][30]
- 12 gennaio 1973: sciopero generale indetto da CGIL, CISL e UIL per le riforme[31]
- 7 febbraio 1974: sciopero nazionale di metalmeccanici, chimici e tessili[32]
- 27 febbraio 1974: sciopero generale di 4 ore indetto da CGIL, CISL e UIL[32]. Si dimette il ministro del tesoro La Malfa
- 29 maggio 1974: dopo la Strage di Brescia del giorno prima, CGIL, CISL e UIL indicono uno sciopero di 4 ore, con manifestazioni in tutta Italia. A Roma la polizia carica e disperde i manifestanti davanti alla sezione del MSI di via Tuscolo; anche la sezione di Colle Oppio è assaltata. A Bergamo l'intervento della polizia provoca decine di feriti. A Nuoro la polizia carica davanti alla sede del Msi, ferendo un dimostrante.  A Bologna un corteo di extraparlamentari di sinistra si dirige verso la sede del MSI in vicolo Posterla. Si susseguiranno scontri con la polizia per tutta la giornata[32]
- 27 giugno 1974: sciopero dell'industria di 4 ore. Si fermano anche i braccianti[32]
- 24 luglio 1974: giornata di protesta indetta da CGIL, CISL e UIL contro il governo. Lo sciopero, a seconda dei territori e delle categorie, va da 2 a 4 ore[32]
- 4 dicembre 1974: sciopero generale indetto da CGIL, CISL e UIL a sostegno della vertenza su occupazione, contingenza e salari. Manifestazioni interregionali a Roma, Torino e Napoli[32]
- 23 gennaio 1975: sciopero generale di 4 ore indetto da CGIL, CISL e UIL per la vertenza su occupazione, contingenza e salari. In alcune regioni lo sciopero è esteso a 8 ore[33]
- 26 febbraio 1975: sciopero degli edili contro la precarietà, la disoccupazione e i morti sul lavoro. Sciopera anche il Pubblico impiego[33]
- 22 aprile 1975: sciopero generale indetto da CGIL, CISL e UIL per il cambio della politica economica. Manifestazioni nelle principali città[33]
- 8 gennaio 1976: sciopero generale di 8 ore del Pubblico impiego indetto da CGIL, CISL e UIL[34]
- 13 gennaio 1976: sciopero dei chimici[35]
- 15 gennaio 1976: sciopero di 4 ore dei metalmeccanici[34]
- 6 febbraio 1976: sciopero di 4 ore indetto da CGIL, CISL e UIL con manifestazioni a Bari, Firenze e Milano[34]
- 16 marzo 1978: alle 11.07 CGIL, CISL e UIL indicono sciopero generale immediato fino alla mezzanotte in reazione al sequestro Moro[36]

## Anni 1980
- 15 gennaio 1980: sciopero generale di 8 ore proclamato da CGIL, CISL e UIL contro il governo Cossiga per misure di equità fiscale[37]
- 25 settembre 1980: sciopero generale dei metalmeccanici indetto dalla FLM in appoggio alla vertenza FIAT[38], che dal 10 settembre vede gli operai in lotta contro la cassa integrazione[39]
- 10 ottobre 1980: sciopero generale indetto da CGIL, CISL e UIL in supporto alla vertenza FIAT. Manifestazioni in tutta Italia. Viene lanciata una sottoscrizione per i lavoratori di Mirafiori[39]
- 25 giugno 1982: sciopero generale di 8 ore indetto da CGIL, CISL e UIL a sostegno della vertenza per i rinnovi contrattuali e per protestare contro la decisione unilaterale di Confindustria di sospendere la scala mobile[40]
- 9 ottobre 1985: sciopero generale di 2 ore indetto da CGIL, CISL e UIL contro la legge finanziaria[41]
- 25 novembre 1987: sciopero generale indetto da CGIL, CISL e UIL contro la finanziaria del governo Goria[42]
- 13 e 14 dicembre 1987: grande sciopero dei COBAS dei macchinisti dei treni[43]
- 10 maggio 1989: sciopero generale indetto da CGIL, CISL e UIL contro i ticket ospedalieri, con manifestazioni in tutta Italia[44]

## Anni 1990
- 22 ottobre 1991: sciopero generale indetto da CGIL, CISL e UIL contro la manovra finanziaria per 4 ore[45]
- 2 ottobre 1992: sciopero generale del Pubblico Impiego contro la manovra finanziaria
- 13 ottobre 1992: sciopero generale di 4 ore, con manifestazioni in varie città, contro la manovra del governo Amato[46]
- 28 ottobre 1993: sciopero generale di 4 ore proclamato da CGIL, CISL e UIL contro il governo Ciampi per un fisco più giusto[47]
- 14 ottobre 1994: sciopero generale di 4 ore proclamato da CGIL, CISL e UIL contro la manovra del governo Berlusconi, con manifestazioni in varie città[48]. La riforma delle pensioni viene stralciata dalla finanziaria, viene annullato lo sciopero generale del 2 dicembre
- 28 ottobre 1998: sciopero generale di 4 ore contro la finanziaria[49]
- 14 maggio 1999: sciopero dei metalmeccanici[50]
- 12 marzo 2000: sciopero di 4 ore indetto dalla CGIL, esteso a 8 ore per alcune categorie, con manifestazioni in varie città[51]

## Anni 2000
- 20 ottobre 2000: sciopero generale di 15 minuti indetto da CGIL, CISL e UIL contro le morti sul lavoro[52]
- 16 aprile 2002: sciopero generale indetto da CGIL, CISL e UIL contro l'abolizione dell'articolo 18 dello Statuto dei lavoratori[53]. Il 23 marzo si era tenuta una grande manifestazione a Roma, organizzata dalla CGIL
- 20 marzo 2003: sciopero della scuola di un'ora proclamato da CGIL, CISL e UIL contro la guerra in Iraq.
- 24 marzo 2003: sciopero della scuola proclamato da CGIL, CISL e UIL, CONFSAL, Cobas e Unicobas contro la riforma Moratti.
- 24 ottobre 2003: sciopero generale di 4 ore proclamato da CGIL, CISL e UIL per contrastare le proposte del Governo in materia di Pensioni, legge Finanziaria, rinnovo dei contratti per i pubblici dipendenti e difesa del potere di acquisto delle pensioni e dei salari[54]. Il Pubblico impiego e la Scuola scioperano per l'intera giornata
- 22 maggio 2004: sciopero generale del pubblico impiego, scuola, università e ricerca proclamato da CGIL, CISL e UIL per il rinnovo dei contratti con manifestazione a Roma[55]
- 30 novembre 2004: sciopero generale di 4 ore indetto da CGIL, CISL e UIL contro la finanziaria del governo Berlusconi[56]
- 17 novembre 2006: sciopero generale dell'intera giornata proclamato da Cub, Usi Ait, AL Cobas, Conf. Cobas, Usi, Unicobas, Slai Cobas, Cnl, Sincobas, Sult[57]. Cgil, Cisl e Uil indicono sciopero di università e ricerca contro la legge finanziaria con corteo a Roma[58]
- 7 dicembre 2006: sciopero generale per l'intera giornata proclamato dalla CONFSAL[59]
- 13 luglio 2007: sciopero generale per l'intera giornata indetto da Cub, AL Cobas, Unicobas,Sdl Intercategoriale, USI Milano[60]
- 26 ottobre 2007: sciopero generale per l'intera giornata del pubblico impiego, indetto da FP Cgil, Cisl FP, Uil PA e Uil Fpl, con l'adesione del Nidil Cgil[61]
- 27 ottobre 2007: sciopero generale contro la finanziaria per l'intera giornata della scuola, indetto da Flc Cgil, Cisl Scuola, Uil Scuola e separatamente da Gilda[62]
- 29 ottobre 2007: sciopero generale per l'intera giornata del settore ricerca, università e Afam indetto da Flc Cgil, Fir Cisl, Cisl Università, Uil PA-Ur e Uil-Afam[63]
- 30 ottobre 2007: sciopero generale di 4 ore dei metalmeccanici, indetto da Fiom Cgil, Fim Cisl e Uilm[64]
- 9 novembre 2007: sciopero generale per l'intera giornata indetto da RdB/CUB e - separatamente - da CUB, SdL Intercategoriale, Confederazione Cobas, CIB Unicobas, Slai Cobas, AL Cobas, USI AIT[65]
- 30 novembre 2007: sciopero generale dei trasporti di 4 ore indetto da Filt Cgil, Fit Cisl e UilT[66] e separatamente di 8 ore dall'Ugl. Nello stesso giorno è indetto sciopero dei precari LSU degli enti locali da RdBCub[67] e dei lavoratori di Wind[68] indetto da Cgil, Cisl, Uil e dai Cobas
- 4 aprile 2008; sciopero generale per l'intera giornata del Pubblico Impiego indetto da Rdb Cub, cui aderisce l'USI[69]. Nello stesso giorno scioperano per l'intera giornata i lavoratori delle cooperative sociali, con sciopero indetto da Cgil, Cisl e Uil cui aderisce l'USI[70]
- 9 maggio 2008: sciopero intera giornata della scuola, indetto da Cobas e USI[71]. Lo stesso giorno Cgil, Cisl e Uil, Orsa, Faisa e Fast indicono sciopero del trasporto pubblico locale per l'intera giornata[72]
- 20 giugno 2008: sciopero di 2 ore di ricerca e università, indetto da Rdb Cub e USI/RdB[73]
- 19 settembre 2008: sciopero intera giornata del Pubblico Impiego, indetto da CUB scuola e RdB CUB[74]. Nello stesso giorno è sciopero per l'intera giornata degli addetti ai call center, indetto da Cgil, Cisl e Uil[75]
- 3 ottobre 2008: sciopero per l'intera giornata della Scuola, indetto da Unicobas[76]
- 17 ottobre 2008: sciopero generale per l'intera giornata indetto da Cub, Confederazione Cobas, SdL e separatamente da USI e separatamente da RdBCUB. Nello stesso giorno Sdl indice sciopero del personale di Ferrovie dello stato, e UP indice sciopero di 24 ore dei piloti Eurofly[77]
- 30 ottobre 2008: sciopero per l'intera giornata della scuola, indetto da Cgil, Cisl, Uil, Gilda e Snals contro la Riforma Gelmini[78]. Indicono sciopero separatamente anche Unicobas, Seios, FSI. L'Unicobas estende lo sciopero anche all'università. Secondo i dati ufficiali del Miur sciopera il 63% del personale
- 3-14 novembre 2008: sciopero del pubblico impiego intera giornata indetto da Cgil, Cisl, Uil e Fpl su 3 giorni: il 3 novembre al centro, il 7 al Nord[79], il 14 nel sud e nelle isole. Aderisce la Cisal per il settore della Sanità
- 10 novembre 2008: sciopero del trasporto pubblico locale e ferroviario indetto da Filt-Cgil, Fit-Cisl, Uiltrasporti, Ugl, Orsa, Faisa, Fast. Separatamente indice sciopero anche il SUL[80]
- 14 novembre 2008: sciopero di università, ricerca e Afam per l'intera giornata indetto da Flc Cgil, Cisl e Uil PA-Ur[81]. Per l'Afam aderiscono anche l'Unams e la Confsal. La CISL revoca l'adesione allo sciopero il 12 novembre. Nello stesso giorno (e in quello successivo, a seconda dei luoghi di lavoro) è indetto sciopero per l'intera giornata del terziario[82] dalla Filcams Cgil e dei lavoratori della RAI, indetto dallo Snater[83]. La FP Cgil indice anche sciopero dei lavoratori Enac.
- 12 dicembre 2008: sciopero generale indetto da SUL, USI, Usi Ait, Cobas, CUB, SdL e CGIL (per 4 ore ma in molte categorie lo sciopero è per l'intera giornata)[84]
- 13 febbraio 2009: sciopero del pubblico impiego per l'intera giornata indetto dalla FP CGIL e dei metalmeccanici indetto dalla FIOM CGIL[85]
- 18 marzo 2009: sciopero di scuola, università e ricerca per l'intera giornata indetto dalla FLC CGIL (per ricerca e università lo sciopero è di 4 ore)[86]. Nella scuola sciopera anche la Gilda
- 15 maggio 2009: sciopero generale di tutte le categorie indetto da Cub, Usi-Ait, AL Cobas. Per la scuola aderiscono i Cobas. Per il trasporto pubblico locale aderiscono Sdl, Cub Trasporti, Cobas lavoro privato, Slai-Cobas (ma lo Slai-Cobas ritira lo sciopero il 10 maggio)[87]
- 3 luglio 2009: sciopero del pubblico impiego di 3 ore indetto da Cobas, Rdb-Cub, Sdl[88]. Per la sanità lo sciopero è di 24 ore.
- 9 ottobre 2009: sciopero intera giornata della scuola indetto da Unicobas. Lo stesso giorno è sciopero di 8 ore dei metalmeccanici indetto dalla Fiom Cgil[89]
- 23 ottobre 2009: sciopero generale nazionale intera giornata indetto da Cub, Confederazione Cobas, Sdl Intercategoriale. Aderiscono Flm Uniti-Cub, RdB-Cub e Flaica[90]. Lo stesso giorno indice sciopero anche l'USI. Lo stesso giorno la Filt Cgil indice sciopero del personale di AirOne
- 9 novembre 2009: sciopero intera giornata della scuola, indetto dall'Anief[91]
- 11 dicembre 2009: sciopero del pubblico impiego indetto da FP CGIL e FLC CGIL per l'intera giornata[92]. Per la scuola indicono sciopero anche SISA e Usi-Ait (che indice sciopero anche per l'università). Lo stesso giorno l'Usi-Ait indice sciopero dell'intera giornata nel settore del commercio

## Anni 2010
- 12 marzo 2010: sciopero generale di 4 ore di tutte le categorie pubbliche e private indetto dalla CGIL[93]. Per alcune categorie lo sciopero è esteso all'intera giornata. Per la scuola Cobas, Unicobas, Anief e Usi-Ait estendono lo sciopero all'intera giornata
- 14 giugno 2010: sciopero del pubblico impiego indetto da RdB, USB e Cobas contro la manovra finanziaria[94]. Lo stesso giorno è indetto sciopero del pubblico impiego anche dallo Slai Cobas
- 25 giugno 2010: sciopero generale contro la manovra del governo della CGIL di 8 ore per il pubblico impiego, di 4 per il privato[95]. È indetto sciopero per l'intera giornata da Cub, Usi-Ait. Flp indice sciopero solo per il Pubblico impiego. La CSA solo per gli enti locali.
- 9 luglio 2010: sciopero del pubblico impiego per l'intera giornata indetto dalla UIL-PA[96]. Lo stesso giorno la FNSI indice sciopero dei giornalisti contro il DDL intercettazioni[97]. CGIL, CISL, UIL e COBAS indicono sciopero dei lavoratori Telecom[98]. CGIL, CISL, UIL, UGL, FAST, FAISA e ORSA indicono sciopero dei trasporti[99]
- 27 settembre 2010: sciopero del pubblico impiego indetto dall'USAE[100]
- 8 ottobre 2010: sciopero intera giornata della scuola indetto da Flc Cgil, Unicobas, Usi-Ait contro i provvedimenti del Governo Berlusconi su Istruzione e Università[101]. È sciopero anche per ricerca, università, Afam e la formazione professionale indetto dalla Flc Cgil. Nello stesso giorno scioperano i lavoratori degli istituti di vigilanza privata: lo sciopero è proclamato da Cgil, Cisl, Uil e Ugl[102]
- 15 ottobre 2010: sciopero per l'intera giornata della scuola, indetto separatamente da Cobas e Cub[103]
- 25 ottobre 2010: sciopero di 1 ora della scuola e della formazione professionale indetto dalla Flc Cgil[104]
- 29 ottobre 2010: sciopero generale di tutte le categorie indetto dalla CUB, con l'adesione del SiCobas[105]
- 17 novembre 2010: sciopero di scuola, università, ricerca, formazione professionale e alta formazione artistica e musicale indetto dalla FLC CGIL con modalità orarie diverse a seconda della regione e della categoria[106]. Usi-Ait e Cobas estendono per la scuola lo sciopero all'intera giornata.
- 14 dicembre 2010: sciopero di 1 ora della scuola e dell'alta formazione artistica e musicale indetto dalla Flc Cgil[107]. Nella stessa giornata si tiene un vasto corteo studentesco che si conclude con lunghi scontri a piazza del Popolo a Roma[108], mentre il governo Berlusconi otteneva la fiducia per 3 voti
- 28 gennaio 2011: sciopero generale per l'intera giornata indetto dai Cobas. Aderisce l'Usi-Ait e poi anche Unicobas. Nello stesso giorno l'Usi indice sciopero dei metalmeccanici, la CUB sciopero della scuola e dell'università[109]
- 1 marzo 2011: sciopero intera giornata indetto da Usi-Ait per i metalmeccanici e il personale degli enti locali, nonché sciopero dei migranti[110]
- 8 marzo 2011: sciopero intera giornata della scuola indetto da Usi-Ait e - separatamente - da SISA[111]
- 11 marzo 2011: sciopero generale (esclusa la scuola) indetto per l'intera giornata da USB e - separatamente - da Unicobas[112]. Lo stesso giorno UP indice sciopero dei piloti di Meridiana
- 18 marzo 2011: sciopero della scuola per l'intera giornata indetto dall'Anief[113]
- 15 aprile 2011: sciopero generale per l'intera giornata indetto da Cub, Si Cobas, Comitato Immigrati in Italia e - separatamente da Usi-Ait[114].
- 6 maggio 2011: sciopero generale di tutte le categorie indetto dalla CGIL con modalità varie a seconda delle categorie e dei territori. L'Usi-Ait estende per tutti i settori lo sciopero all'intera giornata, escluso il personale della scuola. Secondo la CGIL lo sciopero ha un'adesione media del 58%[115]
- 9-17 giugno 2011: sciopero di 2 giorni dei lavoratori della scuola, con modalità e giorni diversi a seconda delle regioni[116]
- 15 luglio 2011: sciopero di 2 ore del pubblico impiego (la scuola per 1 sola ora) indetto da Usb Pi[117]
- 6 settembre 2011: sciopero generale per l'intera giornata indetto dalla CGIL[118] e nella stessa giornata da Usb, Slai-Cobas, Orsa, Cib-Unicobas, Snater, Sicobas, Usi
- 7 ottobre 2011: sciopero intera giornata di scuola e università indetto da Usi-Ait. Sciopero della scuola indetto anche da Unicobas, Sisa Usb[119]
- 28 ottobre 2011: sciopero del pubblico impiego indetto dalla UIL per l'intera giornata[120]
- 17 novembre 2011: sciopero generale intera giornata indetto da Cobas, Cub e Coordinamento migranti, con l'adesione dell'Usi-Ait[121]
- 12 dicembre 2011: sciopero generale di 3 ore a fine turno indetto da CGIL, CISL e UIL contro la "riforma Fornero" sulle pensioni. È il primo sciopero unitario dopo anni. Manifestazioni in tutta Italia[122]
- 19 dicembre 2011: sciopero del pubblico impiego indetto da CGIL, CISL e UIL per l'intera giornata[123]. Aderiscono anche l'UGL e il CSA. Lo stesso giorno è sciopero di 3 ore alle Poste
- 27 gennaio 2012: sciopero generale intera giornata indetto da Usb, Slai-Cobas, Cib-Unicobas, Snater, Usi, Sicobas. Anche l'ORSA proclama sciopero generale per la stessa giornata[124]
- 9 febbraio 2012: sciopero dei dipendenti Eutelia, indetto per l'intera giornata da Cgil, Cisl e Uil e - separatamente - dall'Ugl[125]
- 1º marzo 2012: sciopero generale dei trasporti di 4 ore. È proclamato dalla CISAL, dalla FAST-Confsal, da CGIL, CISL e UIL[126]
- 3 marzo 2012: sciopero intera giornata della scuola indetto dalla Gilda e dall'Anief[127]. Aderiscono Sisa, Sindacato Scuola Athena, Usi Scuola, Lisa, Conitp
- 9 marzo 2012: sciopero generale dei metalmeccanici indetto dalla Fiom Cgil, con corteo a Roma, contro la modifica dell'Articolo 18 dello statuto dei lavoratori.[128]
- 28 marzo 2012: sciopero intera giornata della scuola indetto da Unicobas, con manifestazione a Roma davanti a Montecitorio[129]
- 20 aprile 2012: sciopero del trasporto pubblico locale indetto dall'Orsa per 24 ore[130]
- 9, 10 e 16 maggio 2012: sciopero della scuola indetto dai Cobas (il 9 le materne e elementari, il 10 le medie, il 16 le superiori), con l'adesione di SISA e USB (solo per il 16)[131]
- 22 giugno 2012: sciopero generale per l'intera giornata indetto da Usb, Cub, Cib-Unicobas, Snater, Usi, Si.Cobas[132]. Lo stesso giorno è indetto anche da Usi-Ait e dall'Orsa. Il Cobas di poste e telecomunicazioni aderisce
- 20 luglio 2012: sciopero del trasporto pubblico locale indetto da Filt-Cgil, Fit-Cisl, Uiltrasporti, Ugl-Trasporti, Faisa-Cisal con modalità varie e da Orsa e Fast-Confsal per 4 ore[133]
- 14 settembre 2012: sciopero intera giornata del pubblico impiego indetto da Fsi e Usae[134]. Nello stesso giorno è sciopero alle Poste, indetto da Cobas e SiCobas
- 28 settembre 2012: sciopero del pubblico impiego, indetto da Cgil, Cisl e Uil per l'intera giornata[135]. Lo stesso giorno sciopera anche la Confsal. L'Ugl indice sciopero per la scuola. Si tiene una grande manifestazione a Roma. Lo slogan è "Abbiamo già dato"[136]
- 2 ottobre 2012: sciopero del trasporto pubblico locale di 24 ore indetto da Filt-Cgil, Fit-Cisl, Uiltrasporti, Ugl-Trasporti, Faisa-Cisal e nello stesso giorno anche da Orsa e Fast[137]
- 12 ottobre 2012: sciopero intera giornata della scuola, indetto dalla Flc Cgil[138]
- 14 novembre 2012: sciopero generale di tutte le categorie pubbliche e private indetto dalla CGIL per 4 ore (in molti settori intera giornata) in contemporanea con lo "sciopero europeo"[139] indetto in vari paesi d'Europa contro le politiche di austerità, esteso all'intera giornata dai Cobas, dall'Usi, dall'Unicobas e dalla Cub per la scuola (ma anche per la FLC CGIL)
- 24 novembre 2012: sciopero intera giornata della scuola, indetto dalla FLC CGIL e dai COBAS[140]
- 30 novembre 2012: sciopero generale per l'intera giornata indetto dalla CUB (esclusi la scuola e il trasporto pubblico locale)[141]
- 5 e 6 dicembre 2012: sciopero dei metalmeccanici indetto dalla FIOM CGIL, il 5 per Lombardia, Marche e Toscana, il 6 per le altre regioni[142]
- 8 aprile 2013: sciopero del trasporto pubblico locale con modalità varie, indetto da USB[143]
- 7, 14 e 16 maggio 2013: sciopero intera giornata della scuola, indetto da Usb, Cobas, Cub e Unicobas (il 7 per le primarie, il 14 per le secondarie, il 16 per le scuole di 2º grado)[144]
- 18 ottobre 2013: sciopero generale per l'intera giornata indetto da Cobas Cub e USB e - separatamente da USI-AIT, Unicobas, Orsa-scuola. Durante la giornata si svolge un corteo a Roma Archiviato il 1º novembre 2016 in Internet Archive., mentre il 19 ottobre sfila una manifestazione nazionale, sempre a Roma, con una grande partecipazione che si conclude con scontri tra alcuni manifestanti e la polizia nella zona intorno al Ministero dell'economia e delle finanze[145]
- 11-15 novembre 2013: sciopero generale di tutte le categorie di 4 ore, distribuito sul territorio in giornate diverse, indetto da CGIL, CISL e UIL[146]
- 25 novembre 2013: sciopero generale intera giornata indetto da Usi-Unione Sindacale Italiana[147] e dallo Slai-Cobas per il pubblico impiego nonché dal SISA per la scuola, in concomitanza con la giornata contro la violenza sulle donne
- 6 dicembre 2013: sciopero indetto da Usb per gli enti locali, da Cgil, Cisl e Uil per Meridiana, da Usb (4 ore) per il trasporto pubblico locale[148]
- 21 febbraio - 22 marzo 2014: sciopero delle attività aggiuntive nella scuola indetto dalla FLC CGIL. Unicobas indice sciopero delle attività aggiuntive a partire dal 1º marzo fino al 22[149]
- 24 ottobre 2014: sciopero generale di tutte le categorie per l'intera giornata proclamato da USB e ORSA contro il governo e il Jobs Act[150]
- 14 novembre 2014: sciopero generale di tutte le categorie per l'intera giornata proclamato da CUB, COBAS, USI, ADL COBAS e USI-AIT[151]. Nello stesso giorno USB proclama 4 ore di sciopero generale. La FIOM CGIL proclama sciopero dei metalmeccanici con corteo a Milano. È inoltre la giornata dello "sciopero sociale", proclamato da movimenti e centri sociali
- 21 novembre 2014: è sciopero generale dei metalmeccanici proclamato dalla FIOM CGIL, corteo a Napoli[152]
- 12 dicembre 2014: sciopero generale di tutte le categorie dell'intera giornata lavorativa contro il Jobs Act proclamato da CGIL e UIL[153]. Nella stessa giornata proclamano sciopero generale anche l'UGL e l'ORSA. La CUB proclama per la stessa giornata sciopero di 8 ore del trasporto aereo
- 5 maggio 2015: sciopero generale per l'intera giornata della scuola, proclamato unitariamente da FLC CGIL, CISL SCUOLA, UIL SCUOLA, GILDA e SNALS contro la riforma della Buona Scuola.
- 12 maggio 2015: sciopero generale di tutte le categorie per l'intera giornata proclamato dalla Confederazione USI. Nella stessa giornata CGIL, CISL e UIL proclamano sciopero di 1 ore e 50 minuti dei lavoratori dell'aeroporto di Fiumicino, la CUB di 2 ore degli stessi lavoratori
- 18 marzo 2016: sciopero generale di tutte le categorie per l'intera giornata proclamato da CUB, USI-AIT e SI.COBAS
- 20 aprile 2016: sciopero unitario dei metalmeccanici di 4 ore per il contratto. È il primo sciopero proclamato insieme da CGIL, CISL e UIL dei metalmeccanici dopo 8 anni[154]
- 20 maggio 2016: sciopero generale Flc Cgil, Uil Scuola e Uil Rua di scuola, università, ricerca e alta formazione artistica e musicale per il rinnovo del contratto[155]
- 15 giugno 2016: sciopero unitario nazionale dei lavoratori dell'igiene ambientale per il rinnovo del contratto collettivo nazionale[156]
- 21 settembre 2016: 1 ora di sciopero dei metalmeccanici decisa da Cgil, Cisl e Uil contro le morti sul lavoro dei giorni precedenti[157]
- 21 ottobre 2016: sciopero generale di tutte le categorie dell'intera giornata lavorativa proclamato dell'USB, al quale hanno aderito UNICOBAS e USI, per il "no" al referendum costituzionale e contro il governo Renzi. Lo sciopero è accompagnato da una manifestazione il sabato 22 ottobre 2016, chiamata "No Renzi Day"[158]
- 4 novembre 2016: sciopero generale di tutte le categorie dell'intera giornata lavorativa proclamato da CUB, USI-AIT e Sindacato Generale di Base contro la guerra e il testo unico sulla rappresentanza del 2014
- 8 marzo 2017: sciopero generale di tutte le categorie per l'intera giornata lavorativa proclamato da COBAS, SLAI COBAS, USB, SGB, Slai Cobas per il sindacato di classe, USI-AIT, Adl Cobas, USI, Cub Trasporti, Cub Sur di Roma e Lazio, Sial Cobas, Cub Piemonte. La FLC CGIL ha indetto sciopero nelle categorie della conoscenza (scuola, università, ricerca, alta formazione artistica e musicale). L'ORSA ha indetto sciopero dei trasporti a Roma per 24 ore la FAISA Cisal per 4 ore, FILT CGIL, FIT CISL e UILT hanno indetto sciopero di 24 ore del personale TPL a Roma.

## Anni 2020
- 25 marzo 2020: sciopero generale di 24 ore di tutti i settori pubblici e privati, tranne il personale coinvolto nell'emergenza sanitaria per cui è proclamato uno sciopero simbolico di 1 minuto, indetto da USB contro la gestione della pandemia di Covid-19[159][160][161]
- 8 marzo 2021: sciopero generale di tutti i settori pubblici e privati proclamato da CUB, USB, SI Cobas, SLAI COBAS per il Sindacato di base e USI in occasione della Giornata internazionale della donna. A causa dell'accordo sullo sciopero scolastico del 3 dicembre 2020 che vieta di proclamare scioperi nella scuola a distanza inferiore di 10 giorni l'uno dall'altro, la Commissione di Garanzia esclude il comparto Istruzione dallo sciopero.
- 6 maggio 2021: sciopero delle attività di somministrazione, correzione e tabulazione delle Prove INVALSI nella scuola primaria proclamato da SGB. Per l'intero comparto scuola ha invece luogo uno sciopero dell'intera giornata indetto da USB, CUB, Unicobas e Scuola Scuola Sardegna.
- 18 giugno 2021: sciopero della logistica indetto da USB, SI COBAS, ADL COBAS e CUB in risposta alle violenze subite da scioperanti nel settore. Sciopero del trasporto aereo indetto da USB e CUB.[162] Durante un picchetto per lo sciopero a Novara viene travolto e ucciso Adil Belakhdim, operatore sindacale del SI COBAS.[163][164]
- 11 ottobre 2021: sciopero generale di tutte le categorie per l'intera giornata lavorativa contro lo sblocco dei licenziamenti e le politiche del governo Draghi, proclamato da USB, SI COBAS, ADL COBAS, CIB UNICOBAS, CLAP, Confederazione COBAS, COBAS Scuola Sardegna, CUB, Fuori Mercato, SGB, SIAL COBAS, SLAI COBAS S.C., Usi. I sindacati comunicano un milione di adesioni allo sciopero e centomila partecipanti alle manifestazioni territoriali.[165][166]
- 10 dicembre 2021: sciopero della Scuola di FLC CGIL, UIL Scuola, SNALS e GILDA contro la legge di bilancio del governo Draghi. Proclamano diverse azioni di sciopero nella medesima giornata CUB, Cobas, SISA, FISI e, contro l'obbligo di Green Pass, ANIEF.
- 16 dicembre 2021: sciopero generale di tutti i settori pubblici e privati, esclusi sanità e trasporti, proclamato da CGIL e UIL contro la legge di bilancio del governo Draghi. Su delibera della Commissione di Garanzia, diverse categorie verranno escluse a causa delle norme sullo sciopero nei servizi pubblici essenziali.
- 18 febbraio 2022: sciopero della Scuola proclamato da USB in sostegno alle mobilitazioni studentesche per l'abolizione del PCTO in seguito alla morte degli studenti Giuseppe Lenoci e Lorenzo Parelli.
- 8 marzo 2022: sciopero generale di tutti i settori pubblici e privati proclamato da USB, CUB, SI Cobas, Confederazione Cobas, SGB, Slai Cobas per il Sindacato di Classe e USI in occasione della Giornata internazionale della donna in sostegno alla lotta delle donne contro il peggioramento delle condizioni di vita.
- 6 maggio 2022: sciopero delle attività di somministrazione, correzione e tabulazione delle Prove INVALSI nella scuola primaria proclamato da SGB. Per l'intero comparto scuola ha invece luogo uno sciopero dell'intera giornata indetto da USB, CUB, Unicobas, Cobas Scuola, Cobas Scuola Scuola Sardegna e SAESE.
- 20 maggio 2022: sciopero generale di tutti i settori pubblici e privati proclamato da CUB, Confederazione Cobas, SI Cobas, SGB, USI, AL Cobas, CIB Unicobas, SGC e SlaiprolCobas contro la guerra in Ucraina.
- 23 settembre 2022: sciopero della scuola proclamato da FLC CGIL in concomitanza con lo sciopero globale per il clima lanciato dal Fridays for Future.
- 16 dicembre 2022: sciopero generale di tutti i settori pubblici e privati di 4 ore proclamato da CGIL e UIL contro la legge di bilancio del Governo Meloni.
- 8 marzo 2023: sciopero generale di tutti i settori pubblici e privati proclamato da USB, CUB, ADL Cobas e Slai Cobas per il Sindacato di classe in occasione della Giornata internazionale della donna contro il divario salariale, la violenza fisica, economica e istituzionale sulle donne e di genere e per la difesa della legge 194. Nella medesima giornata ha luogo anche lo sciopero della scuola proclamato da SISA inizialmente per il 3 marzo e poi rinviato a causa del divieto di fare scioperi nella scuola a meno di 10 giorni di distanza.
- 5 maggio 2023: sciopero delle attività di somministrazione, correzione e tabulazione delle Prove INVALSI nella scuola primaria proclamato da SGB. Per l'intero comparto scuola ha invece luogo uno sciopero dell'intera giornata indetto da Cobas Scuola, Cobas Scuola Sardegna e Unicobas scuola e università.
- 17 novembre 2023: sciopero generale di tutti i settori pubblici e privati nelle regioni Lazio, Umbria, Marche, Abruzzo, Molise e Toscana e dei settori Scuola, Sanità, Trasporti, Funzioni pubbliche e Poste su tutto il territorio nazionale proclamato da CGIL e UIL contro la legge di bilancio del Governo Meloni. A causa della precettazione da parte del ministro Matteo Salvini, i trasporti scioperano esclusivamente dalle 9:00 alle 13:00. Per lo stesso giorno ha proclamato uno sciopero del pubblico impiego contro la legge di bilancio anche l'USB e uno degli infermieri il Nursind.
- 20 novembre 2023: sciopero generale di tutti i settori pubblici e privati (esclusi scuola, sanità e pubblico impiego) nella sola regione Sicilia proclamato da CGIL e UIL contro la legge di bilancio del Governo Meloni.
- 24 novembre 2023
  - dalle 09:01 alle ore 16:59 è indetto una sciopero del personale di Trenitalia per i treni a lunga percorrenza della Regione Piemonte.
  - Sciopero generale di tutti i settori (eccetto scuola, trasporti e il pubblico impiego) di 8 ore (o per l'intero turno) delle regioni: Emilia-Romagna, Friuli-Venezia Giulia, Liguria, Lombardia, Piemonte, Trentino-Alto Adige, Val d'Aosta e Veneto.
  - Allo sciopero generale si affianca, a livello nazionale, l'agitazione indetta da Flai, USB, Ost Usb, Cub dei lavoratori delle imprese di servizi aeroportuali di handling, il personale dipendente delle aziende di trasporto aereo del settore handlers, i lavoratori del comparto aereo, aeroportuale e indotto. Lo sciopero inizia alle 00:01 e durerà fino alle 23:59.
  - A Fiumicino si ferma per quattro ore il personale di Aeroporto di Roma (Adr) che opera a Fiumicino.
- 27 novembre 2023: Sciopero generale di tutti i settori pubblici e privati (esclusi scuola, sanità e pubblico impiego) nella sola regione Sardegna proclamato da CGIL e UIL contro la legge di bilancio del Governo Meloni. Uno sciopero nazionale del Trasporto Pubblico Locale indetto da CUB, Confederazione Cobas, USB, ADL Cobas e SGB viene invece rinviato dai sindacati proclamanti al 15 dicembre in seguito alla precettazione del ministro Salvini che aveva previsto la riduzione della durata dello sciopero da 24 a 4 ore.
- 30 novembre 2023: sciopero dei treni di 8 ore proclamato da CGIL, CISL, UIL, UGL, CONFSAL e Orsa in seguito all'incidente ferroviario di Corigliano Calabro del 28 novembre precedente.
- 1 dicembre 2023: sciopero generale di tutti i settori pubblici e privati (esclusi scuola, sanità e funzioni pubbliche) nelle regioni Puglia, Campania, Calabria e Basilicata proclamato da CGIL e UIL contro la legge di bilancio del Governo Meloni. Nello stesso giorno ha luogo uno sciopero del trasporto ferroviario indetto da USB, CUB, CAT e SGB in seguito all'incidente ferroviario di Corigliano Calabro del 28 novembre precedente.
- 23 febbraio 2024: sciopero generale di tutti i settori pubblici e privati proclamato da A.l. Cobas, Lavoratori Metalmeccanici Organizzati, Sindacato Generale Di Classe, Slai Prol Cobas, Sindacato Operai Autorganizzati, Fao Cobas per chiedere il cessate il fuoco nella Striscia di Gaza.